# Isla Belene
La Isla Belene (en búlgaro: остров Белене) o Isla Persin (остров Персин, ostrov Persin) es la isla más grande en aguas de Bulgaria. La isla está formada por la división del río Danubio en dos ramas que pasan al norte y al sur de la isla. La frontera internacional entre Bulgaria y Rumanía sigue el brazo norte del río y por lo tanto la isla Belene es parte del territorio búlgaro. La isla posee 14,5 kilómetros (9,0 millas) de largo y llega a 6 km (3,7 millas) de ancho. Se localiza en el Danubio, al norte de la ciudad de Belene. Constituye la cuarta isla más grande del Danubio: durante una marea media posee 41,078 kilómetros cuadrados (4.107 hectáreas) de superficie. Durante la marea alta, partes de la isla quedan sumergidas temporalmente.
Belene es parte del complejo de las Islas Belene y del parque natural Persina, que es el hogar de más de 170 especies de aves acuáticas raras, como la Ibis brillante, cormorán pigmeo, la Pequeña Alcaudón, el ganso de pecho rojo y otros. La flora de Belene está representada por sauces, álamos y áspides, hay algunas tierras de cultivo. La isla fue formada de sedimentos aluviales.
La isla es famosa por haber sido la sede del campo de concentración de Belene, que funcionó allí durante la detención de presos políticos entre 1949-1953 y 1956-1959. La prisión de Belene sigue funcionando como un centro penitenciario en la parte occidental de la isla, mientras que la parte oriental es una reserva natural administrada por el estado.